# Кле (Приморска Сена)
Кле (фр. Clais) насеље је и општина у северној Француској у региону Горња Нормандија, у департману Приморска Сена која припада префектури Дјеп.
По подацима из 2011. године у општини је живело 226 становника, а густина насељености је износила 18,15 становника/km². Општина се простире на површини од 12,45 km². Налази се на средњој надморској висини од 98 метара (максималној 224 m, а минималној 86 m).

## Демографија
| 1962. | 1968. | 1975. | 1982. | 1990. | 1999. | 2011. |
| ----- | ----- | ----- | ----- | ----- | ----- | ----- |
| 274   | 289   | 259   | 244   | 209   | 202   | 226   |

График промене броја становника у току последњих година